# Mohamed Bakar (Leichtathlet)
Mohamed Ridjali Bakar (* 1. Januar 1973) ist ein ehemaliger komorischer Leichtathlet, der sich auf den Sprint spezialisiert hatte.

## Biografie
Mohamed Bakar trat bei den Olympischen Spielen 1996 in Atlanta im Wettkampf über 100 Meter an, schied jedoch im Vorlauf aus.